# Compsaditha pygmaea
Compsaditha pygmaea es una especie de arácnido del orden Pseudoscorpionida de la familia Tridenchthoniidae.

## Distribución geográfica
Se encuentra en las islas Filipinas.